# Långban
Långban is een plaats in de gemeente Filipstad in het landschap Värmland en de provincie Värmlands län in Zweden. De plaats heeft 70 inwoners (2005) en een oppervlakte van 32 hectare.

## Geboren in Långban
- John Ericsson, Zweeds uitvinder